# Журавновская поселковая община
Журавновская поселковая общи́на (укр. Журавненська селищна громада) — территориальная община в Стрыйском районе Львовской области Украины.
Административный центр — посёлок Журавно.
Население составляет 11 965 человек. Площадь — 281 км².

## Населённые пункты
В состав общины входит 1 посёлок (Журавно) и 26 сёл:
- Антоновка
- Буянов
- Владимирцы
- Демовка
- Дубравка
- Заграбовка
- Заречное
- Корчёвка
- Которины
- Крехов
- Лысков
- Любша
- Лютинка
- Мазуровка
- Маринка
- Мельнич
- Монастырец
- Новошины
- Подорожное
- Протесы
- Романовка
- Сидоровка
- Старое Село
- Сулятичи
- Тернавка
- Чертиж